# Walckenaeria vilbasteae
Walckenaeria vilbasteae là một loài nhện trong họ Linyphiidae. Chúng được Jörg Wunderlich miêu tả năm 1979.